# Gmina Radenci
Radenci – gmina w Słowenii. W 2002 roku liczyła 5265 mieszkańców.

## Miejscowości
Miejscowości wchodzące w skład gminy Radenci:

- Boračeva,
- Hrastje-Mota,
- Hrašenski Vrh,
- Janžev Vrh,
- Kapelski Vrh,
- Kobilščak,
- Kocjan,
- Melanjski Vrh,
- Murski Vrh,
- Murščak,
- Okoslavci,
- Paričjak,
- Radenci – siedziba gminy,
- Radenski Vrh,
- Rački Vrh,
- Rihtarovci,
- Spodnji Kocjan,
- Šratovci,
- Turjanci,
- Turjanski Vrh,
- Zgornji Kocjan,
- Žrnova.